# Джема Мейси
Джема Мейси (на английски: Gemma Massey) е британска порнографска актриса и еротичен модел.

Родена е на 30 септември 1984 г. в град Тамуорт, регион Уест Мидландс, Великобритания.
Била е стоматологична сестра.

## Награди и номинации
Носителка на награди
- 2009: Twisty's момиче на месец юли.[4]

Номинации за индивидуални награди
- 2012: Номинация за AVN награда за чуждестранна изпълнителка на годината.[5]
- 2012: Номинация за XBIZ награда за чуждестранна изпълнителка на годината.[6]